# 黑潮麥爾坎
《黑潮麥爾坎》（英語：Malcolm X）是一部1992年上映的美国傳記電影，关于非裔美国人社会活动家麥爾坎·X。该电影由史派克·李导演，丹泽尔·华盛顿饰演男主人公，而未来的南非总统尼尔森·曼德拉在片中友情客串。本片使丹泽尔·华盛顿获得纽约影评人协会奖最佳男主角奖，以及奥斯卡最佳男主角奖提名。2010年，《黑潮麥爾坎》因其在“文化、历史和审美方面的显著成就”，被美国国会图书馆列入国家电影登记部下属的国家电影保存委员会保护电影名单。

## 演員
- 丹泽尔·华盛顿 飾 麥爾坎·X
- 安琪拉·貝瑟 飾 貝蒂·桑德斯（英语：Betty Shabazz）
- Albert Hall（英语：Albert Hall (actor)） 飾 Baines
- Al Freeman Jr.（英语：Al Freeman Jr.） 飾 以利亞·穆罕默德
- 德尔罗伊·林多 飾 West Indian Archie
- 史派克·李 飾 Shorty
- 羅傑·葛衛爾·史密斯（英语：Roger Guenveur Smith） 飾 Rudy
- 泰瑞莎·藍道（英语：Theresa Randle） 飾 Laura
- 凱特·沃艾倫（英语：Kate Vernon） 飾 Sophia
- 隆內特·麥基（英语：Lonette McKee） 飾 Louise Little
- 托米·賀尼斯（英语：Tommy Hollis） 飾 Earl Little
- James McDaniel（英语：James McDaniel） 飾 Brother Earl
- 史特夫·懷特（英语：Steve White (actor)） 飾 Brother Johnson
- Ernest Lee Thomas（英语：Ernest Lee Thomas） 飾 Sidney
- 尚-克勞·拉·馬爾（英语：Jean-Claude La Marre） 飾 Benjamin 2X
- 溫德爾·皮爾斯 飾 Ben Thomas
- 基斯杜化·龐馬 飾 Prison Chaplain Gill
- 吉安卡洛·伊坡托 飾 Thomas Hagan（英语：Thomas Hagan）
- 倫納德·L·湯瑪斯（英语：Leonard L. Thomas） 飾 Leon Davis
- 凱倫·阿蘭 飾 Miss Dunne
- 彼得·波爾（英语：Peter Boyle） 飾 紐約市警察局的Captain Green
- 大衛·帕特里克·凱利 飾 Mr. Ostrowski
- Beatrice Winde（英语：Beatrice Winde） 飾 年長的女士
- William Kunstler（英语：William Kunstler） 飾 Boston Judge
- 克雷格·華生（英语：Craig Wasson） 飾 脫口秀主持